# Lubelski Festiwal Filmowy
Lubelski Festiwal Filmowy (do 2017 r. Międzynarodowy Festiwal Filmowy ZŁOTE MRÓWKOJADY) – międzynarodowy festiwal filmów, odbywa się w listopadzie w Lublinie. Pierwsza edycja festiwalu odbyła się w 2007 roku. 

## Laureaci 2008
- Nagroda za reżyserie i zdjęcia

"Raz, dwa, trzy” Aleksandra Ząb 
- Nagroda za montaż

"Deeyanah” Izabela Przylipiak 
- Nagroda za scenariusz

"Poddasze” Łukasz Bursa
- Nagroda najlepszy film, Nagroda Publiczności

"Dom kultury” Marek Kosowiec 
- Nagroda organizatora „Za najsprawniejsze palce”

"Drzewo” Michał Mróz

## Laureaci 2009
- Nagrody:  Najlepszy film, Najlepsza reżyseria, Nagroda Publiczności

"Pomiędzy” reż. Michał Stenzel, Anna Kasperska  (15’30”) Wrocław
- Najlepszy scenariusz

Krzysztof Umiński za film "Godzina z nocy na dzień" ("Rue de la source") reż. Ivo Krankowski -(23′)
- Najlepszy dokument

"Droga do szołbiznesu" reż. Marek Kosowiec-(16′)
- Najlepsze zdjęcia

"Pustostanborysgodunovpancernikpotiomkin i pies" reż. Maciej Diduszko, Tomasz Dubiel, Katarzyna Krapacz - (9′41)
- Najlepszy montaż

"Mieszkanie dla studenta" ("Dwelling for the student") reż Mikoła Kondratienko -(4′)
- Najlepsza animacja

"Słońce" reż. Damian Być - (4′55)
- Najlepsza etiuda studencka

"Skarby Ani K" reż. Małgorzata Gryniewicz - (13′)
- Nagroda specjalna Organizatorów w kategorii. Najlepszy film bez Bogusława Lindy

"Historia pewnej promocji" reż. Tomasz Pawlak - (7′57)